# Charlotte Lutz
Charlotte Lutz (Hochfelden, Bas-Rhin, 17 mei 2005) is een Frans professioneel tafeltennisster. Zij speelt rechtshandig met de shakehandgreep.
Haar oudere zus Camille Lutz speelt ook tafeltennis op een hoog niveau.

## Belangrijkste resultaten
- Brons met het team op de wereldkampioenschappen 2024.
- Brons met het team op de Europese kampioenschappen 2023.